# Maurice Kufferath
Maurice Kufferath (Saint-Josse-ten-Noode, 8 de gener de 1852 - Uccle, 8 de desembre de 1919) fou un crític musical, llibretista, violoncel·lista i director d'orquestra belga. Fou considerat com una figura emblemàtica de l'escena musical a Bèlgica.
Fill d'un professor de fuga i contrapunt del Conservatori de Brussel·les, des d'infant començà a aprendre el violoncel; després continuà la carrera de lleis en la Universitat d'aquella capital, i el 1873 ingressà en el cos de redacció de L'Indépendence Belge, tenint al seu càrrec la secció política. Però l'especialitat de Kufferath fou la literatura musical, a la que es dedicà amb molta competència.
Ardent partidari de l'obra de Wagner, Kufferath fou un dels entusiastes apòstols que tingueren les doctrines del compositor alemany. Fou propietari i director de la revista Le Guide Musical, en la que inseria molt notables treballs, el mateix que en altres publicacions anàlogues. En unió amb Guide, primer, i després associat a Octavi Maus, dirigí durant diversos anys el Teatre de la Moneda de Brussel·les, i és inútil dir que llavors posà interès especial en què les òperes de Wagner tingueren en aquell escenari una interpretació acuradíssima en tots els conceptes.
A més, organitzà, molt escollides interpretacions de les obres de Gluck, Beethoven, Mozart, etc, així com de les d'eminents compositors belgues i francesos (L'Etranger, de d'Indy; Le Roi Arthus, de Chausson; Eros vainqueur de de Bréville, etc.,); Kufferath també fou, el que oferí al públic de Brussel·les, en aquella ocasió, les òperes del nostre compatriota Albéniz: Pepita Jiménez i San Antonio de la Florida.
Entre els principals estudis que sortiren de la seva ploma d'aquest musicòleg, cal mencionar: L'art de dirigir; Henri Vieuxtemps sa vie, son oeuvre; Héctor Berlioz et Schumann; Le Théâtre de Richard Wagner; Lohengrin; La Walkyrie, Siegfried, Les Maîtres chanteurs de Nuremberg; Parsifal, Tristan et Iseult; Guide thématique et analyse de Tristan et Iseult; Salomé; Musiciens et philosophes (obra que fou traduïda al castellà per E. Chavarri); Fidelio, bell llibre dedicat a la producció de Beethoven, etc.